# Cyclostrongylus
Genre
Synonymes
- Oesophagonastes Mawson[1], 1965

Cyclostrongylus est un genre de nématodes de la famille des Chabertiidae.
Les espèces sont des parasites de l’œsophage de wallabies en Australie.
Les deux espèces Cyclostrongylus alatus et Cyclostrongylus perplexus sont des parasites de Macropus rufogriseus, le wallaby à cou rouge.

## Espèces
- Cyclostrongylus alatus Beveridge, 1982
- Cyclostrongylus elegans Beveridge, 1982
- Cyclostrongylus gallardi Johnston & Mawson, 1939
- Cyclostrongylus irma Appan, Bergfeld & Beveridge, 2004
- Cyclostrongylus kartana Mawson, 1955
- Cyclostrongylus leptos Mawson, 1965
- Cyclostrongylus medioannulatus Johnston & Mawson, 1940
- Cyclostrongylus parma Johnston & Mawson, 1939
- Cyclostrongylus perplexus Beveridge, 1982
- Cyclostrongylus wallabiae Johnston & Mawson, 1939